# IGO (logiciel)
 (février 2022).
Pour les articles homonymes, voir IGO.
iGO est un progiciel d'aide à la conduite et d'assistance de navigation par GPS développé par la société hongroise NNG LLC (anciennement Nav N Go). NNG propose différentes versions du logiciel, adaptées aux utilisateurs, aux fabricants d'appareils, aux constructeurs automobiles, aux opérateurs de réseaux et aux professionnels du transport. Des produits basés sur iGO sont vendus par les marques Becker (Harman Kardon), Clarion, Pioneer, Samsung et Vodafone.

## Historique du produit
iGO My way 2006 était le premier progiciel de navigation GPS de Nav N Go (devenue maintenant NNG) pour les appareils PDA/GPS, introduit en 2005 au CeBIT de Hanovre. Grâce à la nouvelle technologie de compression de cartes, le produit tient sur une carte SD de 1 Go. En 2006, la version améliorée iGO My way 2006 Plus est annoncée.
En avril 2008 NNG publie iGO 8 pour PDA et GPS. Cette version apporte les cartes de navigation 3D haute définition, les élévations des routes, les points de repères et les bâtiments 3D.
iGO Amigo (pour les appareils GPS) a été lancé lors du CeBIT 2009. iGO Amigo est le premier d'une nouvelle série de logiciels et introduits une simplification de l'interface utilisateur, et donc moins de fonctionnalités que son prédécesseur iGO 8.
iGO My Way 2009 (pour les appareils iOS) est d'abord sorti en Amérique du Nord et en Europe de l'Ouest d'être disponible dans toute l'Europe en 2010.
Sorti en 2010, iGO Primo (pour les appareils iOS et PDA/GPS), devient en 2015 le produit principal de la gamme iGO Navigation. La version 6, sortie à la fin de 2012, apporte des améliorations comme la recherche en local de Google, le routage vert, l'achat d'extras, la surveillance du trafic en temps réel, la synthèse vocale TTS Pro, et l'affichage 3D des voies et des embranchements.
L'application iGO Primo pour les appareils iOS a été présentée au CeBIT de 2011. Fonctionnant sur le moteur logiciel iGO primo, l'application actualisée couvre 115 pays avec une recherche basée sur la localisation, un routage écologique et un affichage des voies et des embranchements améliorées. Les versions Android et Windows Mobile sont disponibles pour les fabricants de smartphones et les fournisseurs de réseau, mais pas pour la vente au détail.
iGO Primo Nextgen est sorti en 2015.

## Naviextras
Naviextras.com, le portail de mises à jour de NNG (cartes, applications, etc...), fournit des mises à jour pour iGO 8, iGO amigo et iGO primo. Le portail publie généralement des mises à jour quatre fois par an. Ces mises à jour sont disponibles pour plus de 90 pays et régions. En 2013, le portail prenait en charge 5200 appareils et comptait près de 1,8 million d'utilisateurs enregistrés dans le monde.
Comme NNG est un fournisseur de logiciel de navigation indépendant, il se fournit en cartes auprès de plusieurs sources. Les produits iGO embarquent différentes versions de cartographies pour un même pays ou une même région, venant de différents fournisseurs, comme TomTom, HERE, Sensis, ainsi que des fournisseurs régionaux.